# Fenway Park
Fenway Park er et legendarisk baseballstadion i Boston i Massachusetts, USA, der i næsten et århundrede har været hjemmebane for MLB-klubben Boston Red Sox. Stadionet har plads til 39.928 tilskuere. Det blev indviet 20. april 1912, og er dermed det ældste stadion i MLB. Det har flere gange siden, senest i 2008, gennemgået renoveringer der har givet stadionet dets nuværende udseende.